# Paulo Josué
Paulo Josué Stürmer dos Reis (Canela, 13 marzo 1989) è un calciatore brasiliano naturalizzato malaysiano, attaccante del Kuala Lumpur e della nazionale malaysiana.

## Carriera

### Club
Ha iniziato la propria carriera in Brasile, nelle file dello Juventude. Nel 2012 ha militato nelle file del Gaúcho, mentre l'anno successivo ha giocato all'Esportivo, per poi tornare allo Juventude. Nel 2014 si è trasferito al Passo Fundo, per poi passare al Marcílio Dias. Nel 2015, dopo aver militato nelle file del Votuporanguense, è passato al Lajeadense. Nel 2017 è tornato al Votuporanguense. Nell'estate 2017 si è trasferito in Malaysia, al Kuala Lumpur.

### Nazionale
Nato in Brasile, 25 febbraio 2023 ha ottenuto la cittadinanza malaysiana. Ha debuttato in Nazionale il 23 marzo 2023, nell'amichevole Malaysia-Turkmenistan (1-0). Ha messo a segno la sua prima rete con la selezione malaysiana il 14 giugno 2023, nell'amichevole Malaysia-Isole Salomone (4-1), siglando il gol del momentaneo 1-1 al minuto 40. Ha partecipato, con la selezione malaysiana, alla Coppa d'Asia 2023 ed alla AFF Cup 2024. È sceso in campo, inoltre, nelle qualificazioni ai Mondiali 2026.

## Statistiche

### Cronologia presenze e reti in nazionale
| Cronologia completa delle presenze e delle reti in nazionale ― Malaysia | Cronologia completa delle presenze e delle reti in nazionale ― Malaysia | Cronologia completa delle presenze e delle reti in nazionale ― Malaysia | Cronologia completa delle presenze e delle reti in nazionale ― Malaysia | Cronologia completa delle presenze e delle reti in nazionale ― Malaysia | Cronologia completa delle presenze e delle reti in nazionale ― Malaysia | Cronologia completa delle presenze e delle reti in nazionale ― Malaysia | Cronologia completa delle presenze e delle reti in nazionale ― Malaysia |
| Data                                                                    | Città                                                                   | In casa                                                                 | Risultato                                                               | Ospiti                                                                  | Competizione                                                            | Reti                                                                    | Note                                                                    |
| ----------------------------------------------------------------------- | ----------------------------------------------------------------------- | ----------------------------------------------------------------------- | ----------------------------------------------------------------------- | ----------------------------------------------------------------------- | ----------------------------------------------------------------------- | ----------------------------------------------------------------------- | ----------------------------------------------------------------------- |
| 23-3-2023                                                               | Iskandar Puteri                                                         | Malaysia                                                                | 1 – 0                                                                   | Turkmenistan                                                            | Amichevole                                                              | -                                                                       | 73’                                                                     |
| 28-3-2023                                                               | Iskandar Puteri                                                         | Malaysia                                                                | 2 – 0                                                                   | Hong Kong                                                               | Amichevole                                                              | -                                                                       | 71’                                                                     |
| 14-6-2023                                                               | Gong Badak                                                              | Malaysia                                                                | 4 – 1                                                                   | Isole Salomone                                                          | Amichevole                                                              | 1                                                                       | 81’                                                                     |
| 20-6-2023                                                               | Gong Badak                                                              | Malaysia                                                                | 10 – 0                                                                  | Papua Nuova Guinea                                                      | Amichevole                                                              | 3                                                                       |                                                                         |
| 6-9-2023                                                                | Chengdu                                                                 | Siria                                                                   | 2 – 2                                                                   | Malaysia                                                                | Amichevole                                                              | -                                                                       | 56’                                                                     |
| 9-9-2023                                                                | Chengdu                                                                 | Cina                                                                    | 1 – 1                                                                   | Malaysia                                                                | Amichevole                                                              | -                                                                       | 46’                                                                     |
| 16-11-2023                                                              | Kuala Lumpur                                                            | Malaysia                                                                | 4 – 3                                                                   | Kirghizistan                                                            | Qual. Mondiali 2026                                                     | -                                                                       | 60’                                                                     |
| 21-11-2023                                                              | Taipei                                                                  | Taiwan                                                                  | 0 – 1                                                                   | Malaysia                                                                | Qual. Mondiali 2026                                                     | -                                                                       | 57’ 63’                                                                 |
| 8-1-2024                                                                | Doha                                                                    | Siria                                                                   | 2 – 2                                                                   | Malaysia                                                                | Amichevole                                                              | 1                                                                       | 65’                                                                     |
| 15-1-2024                                                               | Al Wakrah                                                               | Malaysia                                                                | 0 – 4                                                                   | Giordania                                                               | Coppa d'Asia 2023 - 1º turno                                            | -                                                                       | 63’                                                                     |
| 20-1-2024                                                               | Doha                                                                    | Bahrein                                                                 | 1 – 0                                                                   | Malaysia                                                                | Coppa d'Asia 2023 - 1º turno                                            | -                                                                       | 75’                                                                     |
| 25-1-2024                                                               | Al Wakrah                                                               | Corea del Sud                                                           | 3 – 3                                                                   | Malaysia                                                                | Coppa d'Asia 2023 - 1º turno                                            | -                                                                       | 73’                                                                     |
| 21-3-2024                                                               | Mascate                                                                 | Oman                                                                    | 2 – 0                                                                   | Malaysia                                                                | Qual. Mondiali 2026                                                     | -                                                                       | 76’                                                                     |
| 26-3-2024                                                               | Kuala Lumpur                                                            | Malaysia                                                                | 0 – 2                                                                   | Oman                                                                    | Qual. Mondiali 2026                                                     | -2                                                                      | 73’                                                                     |
| 6-6-2024                                                                | Bishkek                                                                 | Kirghizistan                                                            | 1 – 1                                                                   | Malaysia                                                                | Qual. Mondiali 2026                                                     | -                                                                       | 84’                                                                     |
| 11-6-2024                                                               | Kuala Lumpur                                                            | Malaysia                                                                | 3 – 1                                                                   | Taiwan                                                                  | Qual. Mondiali 2026                                                     | 1                                                                       |                                                                         |
| 4-9-2024                                                                | Kuala Lumpur                                                            | Malaysia                                                                | 2 – 1                                                                   | Filippine                                                               | Amichevole                                                              | -                                                                       | 60’                                                                     |
| 8-9-2024                                                                | Kuala Lumpur                                                            | Malaysia                                                                | 1 – 0                                                                   | Libano                                                                  | Amichevole                                                              | -                                                                       |                                                                         |
| 14-10-2024                                                              | Auckland                                                                | Nuova Zelanda                                                           | 4 – 0                                                                   | Malaysia                                                                | Amichevole                                                              | -                                                                       | 79’                                                                     |
| 14-11-2024                                                              | Bangkok                                                                 | Laos                                                                    | 1 – 3                                                                   | Malaysia                                                                | Amichevole                                                              | -                                                                       | 63’                                                                     |
| 18-11-2024                                                              | Hyderabad                                                               | India                                                                   | 1 – 1                                                                   | Malaysia                                                                | Amichevole                                                              | 1                                                                       | 76’                                                                     |
| 8-12-2024                                                               | Phnom Penh                                                              | Cambogia                                                                | 2 – 2                                                                   | Malaysia                                                                | AFF Cup 2024 - 1º turno                                                 | -                                                                       | 70’                                                                     |
| 11-12-2024                                                              | Kuala Lumpur                                                            | Malaysia                                                                | 3 – 2                                                                   | Timor Est                                                               | AFF Cup 2024 - 1º turno                                                 | 2                                                                       |                                                                         |
| 14-12-2024                                                              | Bangkok                                                                 | Thailandia                                                              | 1 – 0                                                                   | Malaysia                                                                | AFF Cup 2024 - 1º turno                                                 | -                                                                       | 74’                                                                     |
| 20-12-2024                                                              | Kuala Lumpur                                                            | Malaysia                                                                | 0 – 0                                                                   | Singapore                                                               | AFF Cup 2024 - 1º turno                                                 | -                                                                       | 58’                                                                     |
| 25-3-2025                                                               | Iskandar Puteri                                                         | Malaysia                                                                | 2 – 0                                                                   | Nepal                                                                   | Qual. Coppa d'Asia 2027                                                 | -                                                                       |                                                                         |
| 29-5-2025                                                               | Kuala Lumpur                                                            | Malaysia                                                                | 1 – 1                                                                   | Capo Verde                                                              | Amichevole                                                              | 1                                                                       |                                                                         |
| Totale                                                                  |                                                                         | Presenze                                                                | 27                                                                      |                                                                         | Reti                                                                    | 10                                                                      |                                                                         |